# Lachenalia lutea
Lachenalia lutea är en sparrisväxtart som beskrevs av G.D.Duncan. Lachenalia lutea ingår i släktet Lachenalia och familjen sparrisväxter. Inga underarter finns listade i Catalogue of Life.